# El Pueblo Marinero

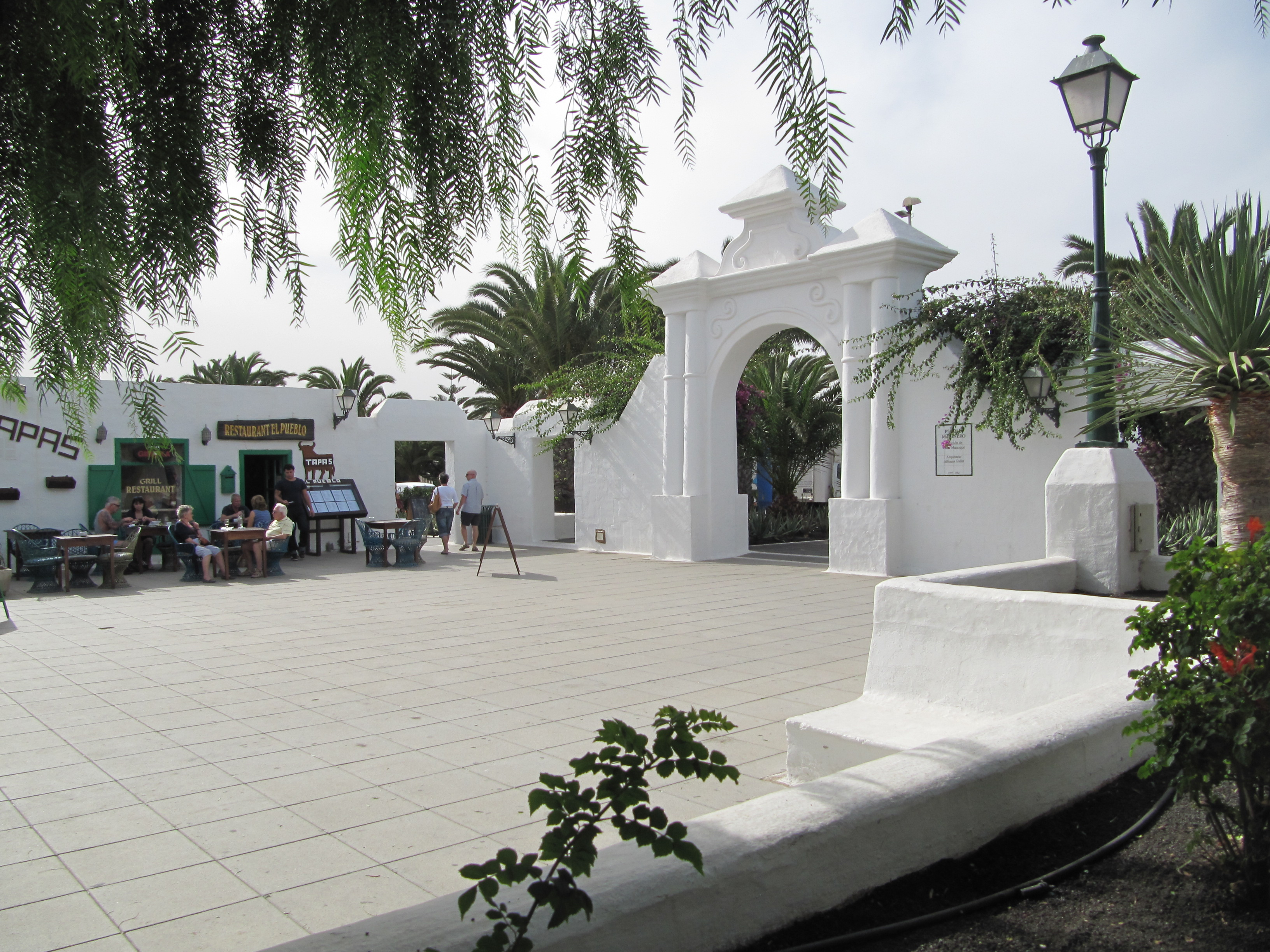
El Pueblo Marinero

El Pueblo Marinero is een door César Manrique ontworpen plaza in Costa Teguise (Lanzarote) met rondom witte bungalows waar winkeltjes, restaurants, pubs en bars in zijn gevestigd. Het werd gebouwd in de periode 1979-1982. 
Het geheel bevat alle elementen van de traditionele Canarische architectuur, zoals minaretachtige schoorstenen, met tin versterkte muurtjes, groen geverfde ramen en houten balkons. De toegang vanaf de hoofdstraat is uitgevoerd als een grote witte poort.